# Sonkatch
Sonkatch là một thị xã và là một nagar panchayat của quận Dewas thuộc bang Madhya Pradesh, Ấn Độ.

## Nhân khẩu
Theo điều tra dân số năm 2001 của Ấn Độ, Sonkatch có dân số 15.543 người. Phái nam chiếm 51% tổng số dân và phái nữ chiếm 49%. Sonkatch có tỷ lệ 69% biết đọc biết viết, cao hơn tỷ lệ trung bình toàn quốc là 59,5%: tỷ lệ cho phái nam là 77%, và tỷ lệ cho phái nữ là 61%. Tại Sonkatch, 15% dân số nhỏ hơn 6 tuổi.